# Mahr-ház (Miskolc)
A Mahr-ház Miskolcon, a Széchenyi István út 35. alatt áll. Az 1880-as években épült Mahr Károly kereskedő megbízásából.

## Története
Mahr Károly (1830–1888) miskolci kereskedő volt, apja Mahr Nándor, a család által 1756-ban alapított „Fekete kutyához” címzett fűszeráru kereskedés tulajdonosa. Ezt az üzletet vette át később a családba benősült Weidlich Pál, aki az üzletet 1911-ben a Weidlich-palotába költöztette.
A Mahr-ház már 19. század végi térképeken látható, de az az 1878-as miskolci árvíz során olyan mértékű károkat szenvedett, hogy át kellett építeni. Az építéshez 1881-ben kezdtek hozzá, és 1885-ben már a mai formájában állt. Az épület az akkori házszámozás szerint a 91. számot viselte. A homlokzat felső részén látható MK monogram az építtető, Mahr Károly nevére utal. A ház egészen az 1940-es évekig az utódok tulajdonában volt, de a földszinti üzletbérlők gyakran változtak. A bal oldali traktusban volt a már átépítés előtt is itt működő „Fekete kutya”, majd Mahr Károly és Pál „füszer-, anyag-, festék-, norinbergi áru, mag- és ásványviz-kereskedése”. Ezt utóbb bővítették a szomszédos épület felé, így üzletük két házban működött. A jobb oldali üzletrész első, és egyben legismertebb bérlője Silbiger József volt, aki az apja, Ármin által 1869-ben alapított posztókereskedését működtette itt (már az elődépületben is itt volt az üzlet). Később Dancz József rőfös- és divatáru üzlete, majd Erdey Kálmán vaskereskedéséről és Kohn Ede, illetve Grósz Ignác „Menyasszonyhoz” címzett, „hölgyeknek” ajánlott boltjáról vannak feljegyzések. Ezen kívül volt itt még arany- és ékszerüzlet, papír- és könyvkereskedés, valamint hangszer- és zongoraüzlet is.
Az épületben az államosítás után sokáig a megyei Idegenforgalmi és Közművelődési Intézet irodái voltak. 1995-től a Borsod Tours és egy farmerüzlet használta az üzlethelyiségeket, majd a 2010-es években egy bankfiók és egy kisebb üzlet működött benne.

## Leírása
A magasföldszint plusz egyemeletes, ötaxisú épület nyeregtetőzete az utcával párhuzamos. Az épület jellegzetessége a földszinti és az emeleti részeken is megjelenő négy-négy nagykiülésű féloszlop. A középrizalitban a földszinti, félköríves záródású kirakatablakok fölött, a négy féloszlop által határoltan, három kör alakú „hajóablak” helyezkedik el. A földszinti és az emeleti homlokzatot széles, erősen tagolt, hangsúlyos párkányzat választja el. Az emeleti féloszlopok címerpajzsos oszlopszékeken állnak, alsó részük látványos stukkó ornamentikával díszített. Az ablakok félköríves záródásúak, fölöttük timpanonos szemöldökpárkánnyal. A keret ívháromszögeiben szintén színes stukkódísz látható. Az ablakok alatt baluszteres vakmellvédek vannak. A színes stukkódíszek a három középső ablak fölötti díszpárkányzaton is megjelennek, efölött pedig azonos szélességben koronázópárkány helyezkedik el.
A kapualjból nyíló köz kivezet a Nagy Imre utcához, illetve a Széchenyi negyedhez. A közből nyílik egy újabb építésű zárt udvarú lakóépület, amely azonban a kéregépületnek nem része. A korábban itt álló 37–39–41. számú házakat lebontották. Az épület homlokzata az 1960-as években komoly károkat szenvedett, amit azonban a 2006 utáni felújítás során nagyrészt sikerült helyreállítani.

## Képek

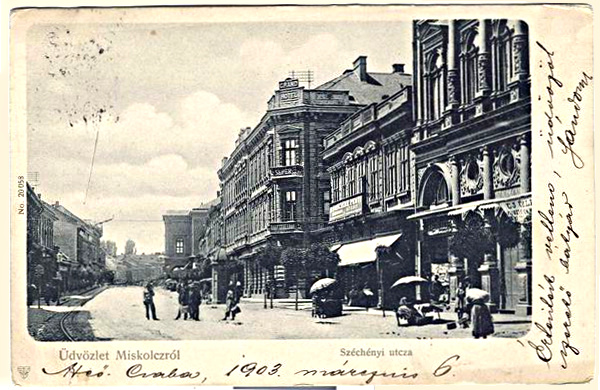
Képeslap 1902-ből
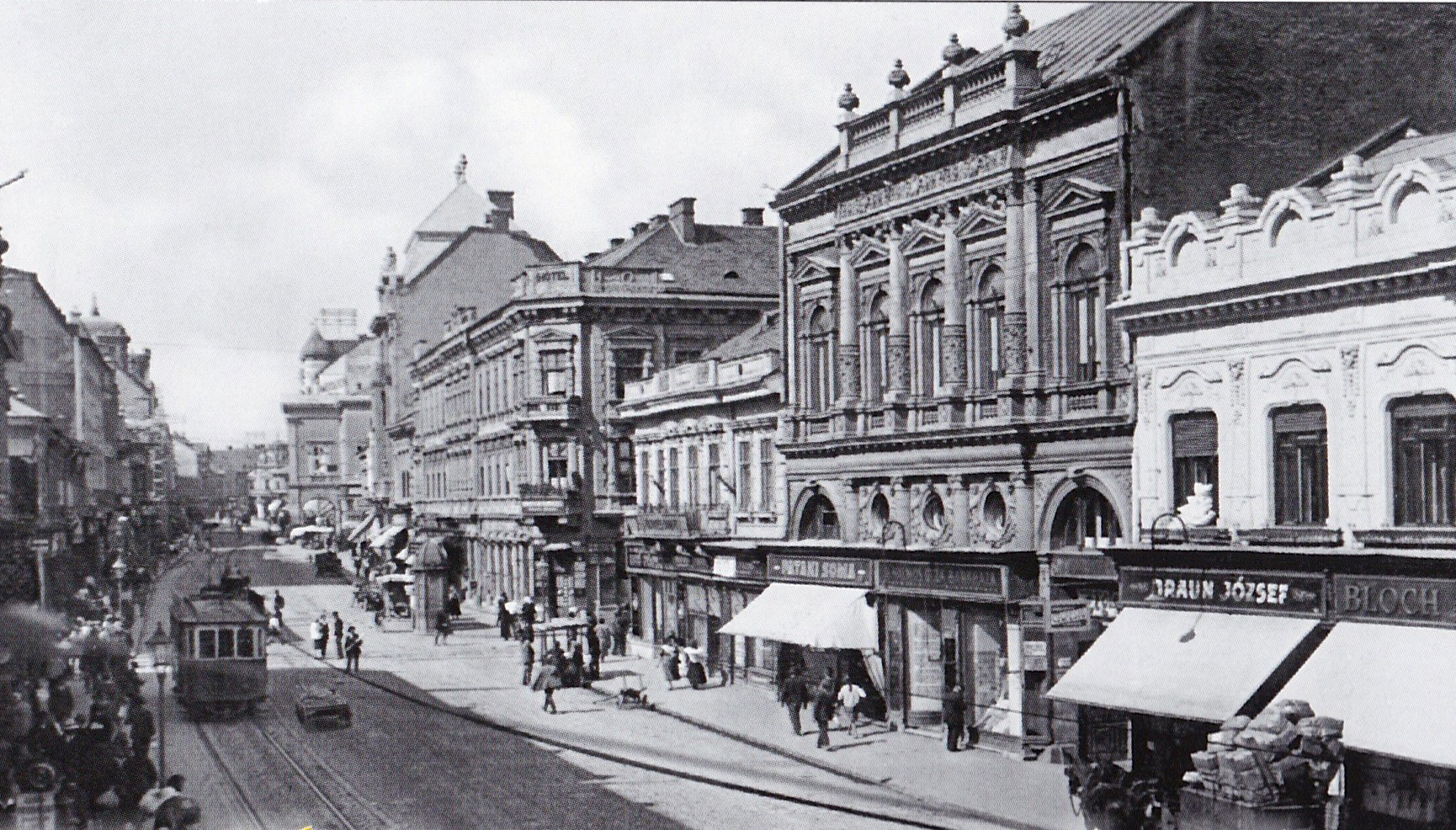
Az épület 1910 körül
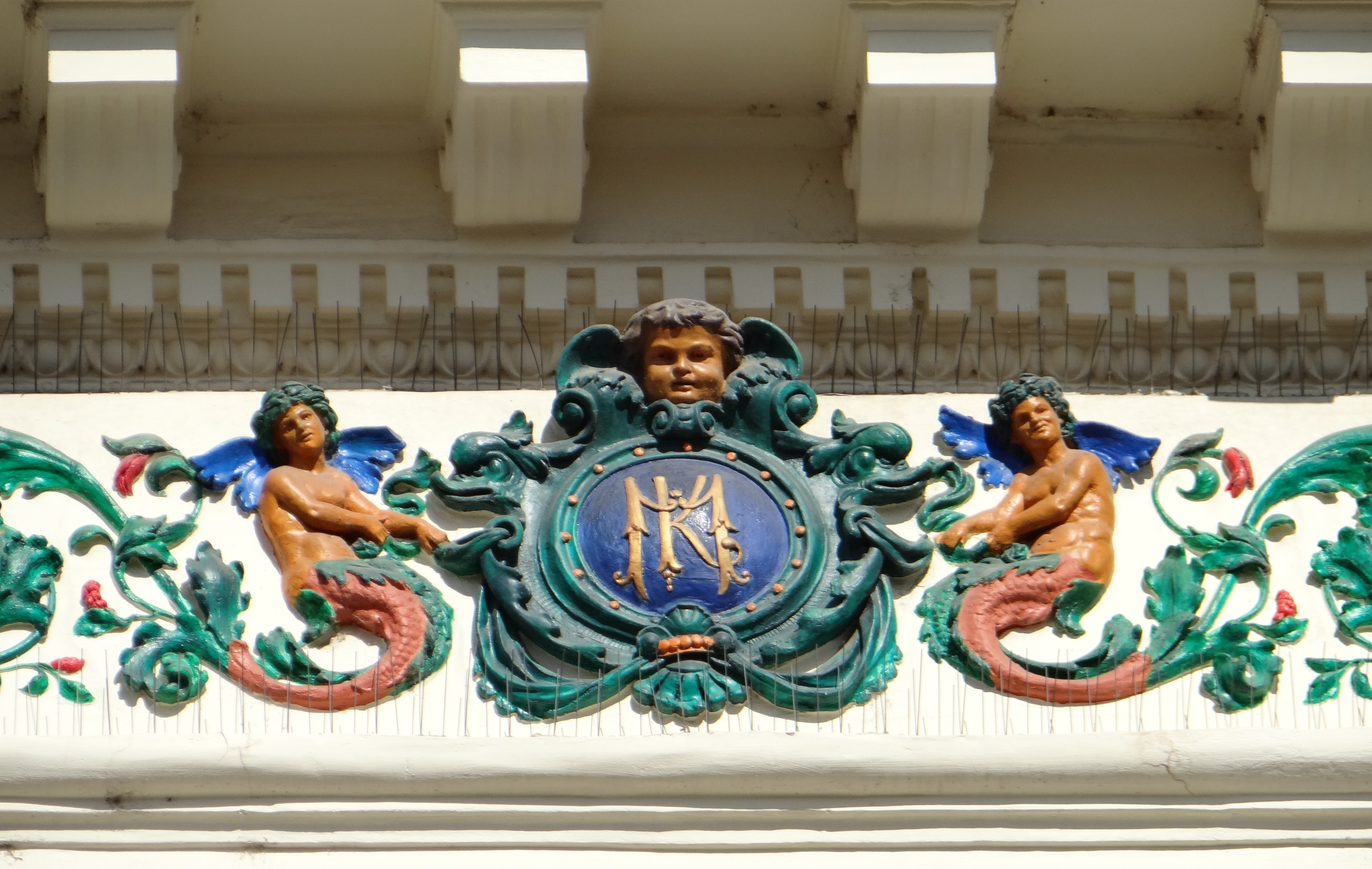
Mahr Károly monogramja a homlokzaton
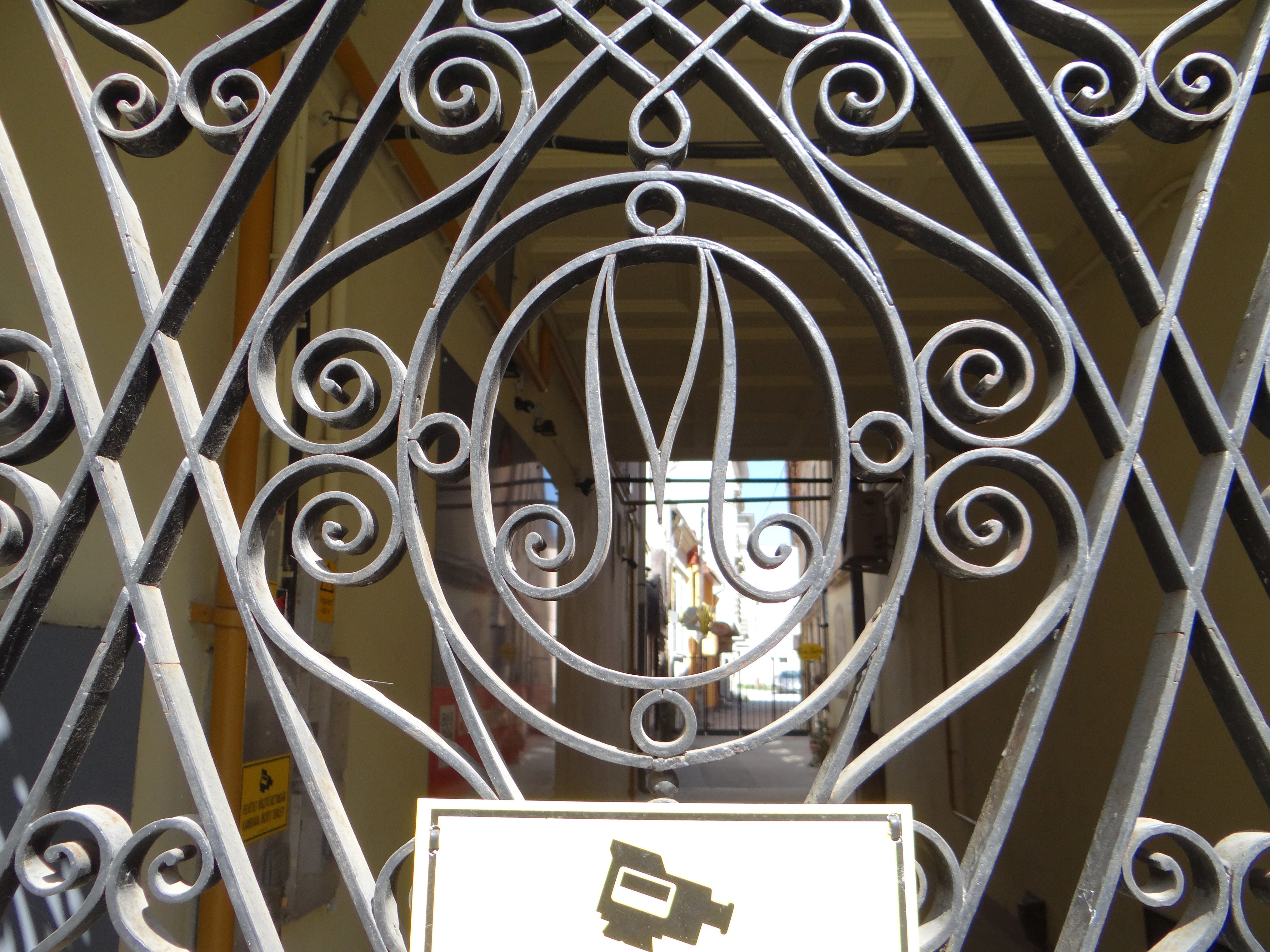
A monogram M betűje a kovácsoltvas kapun
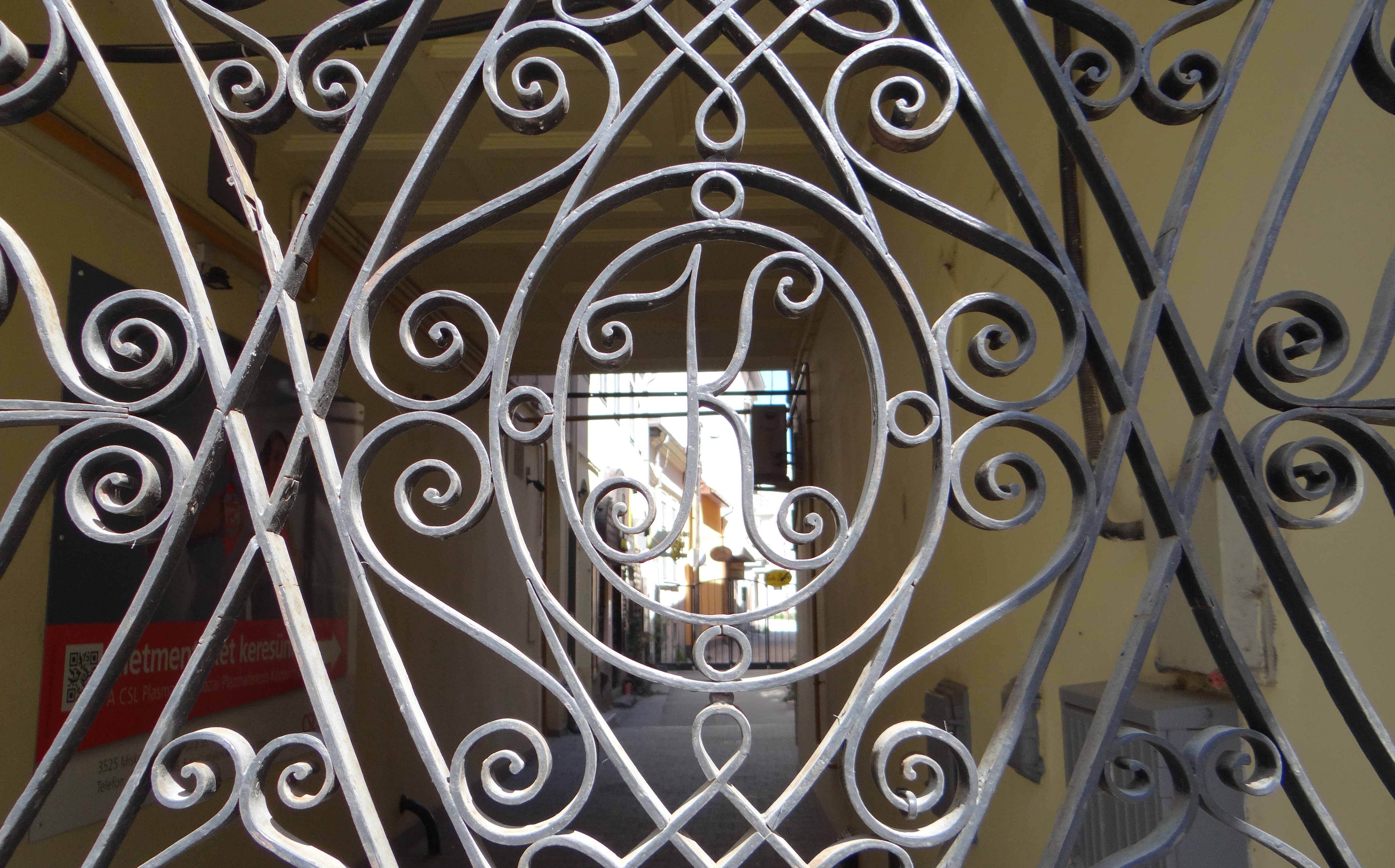
A monogram K betűje a kovácsoltvas kapun
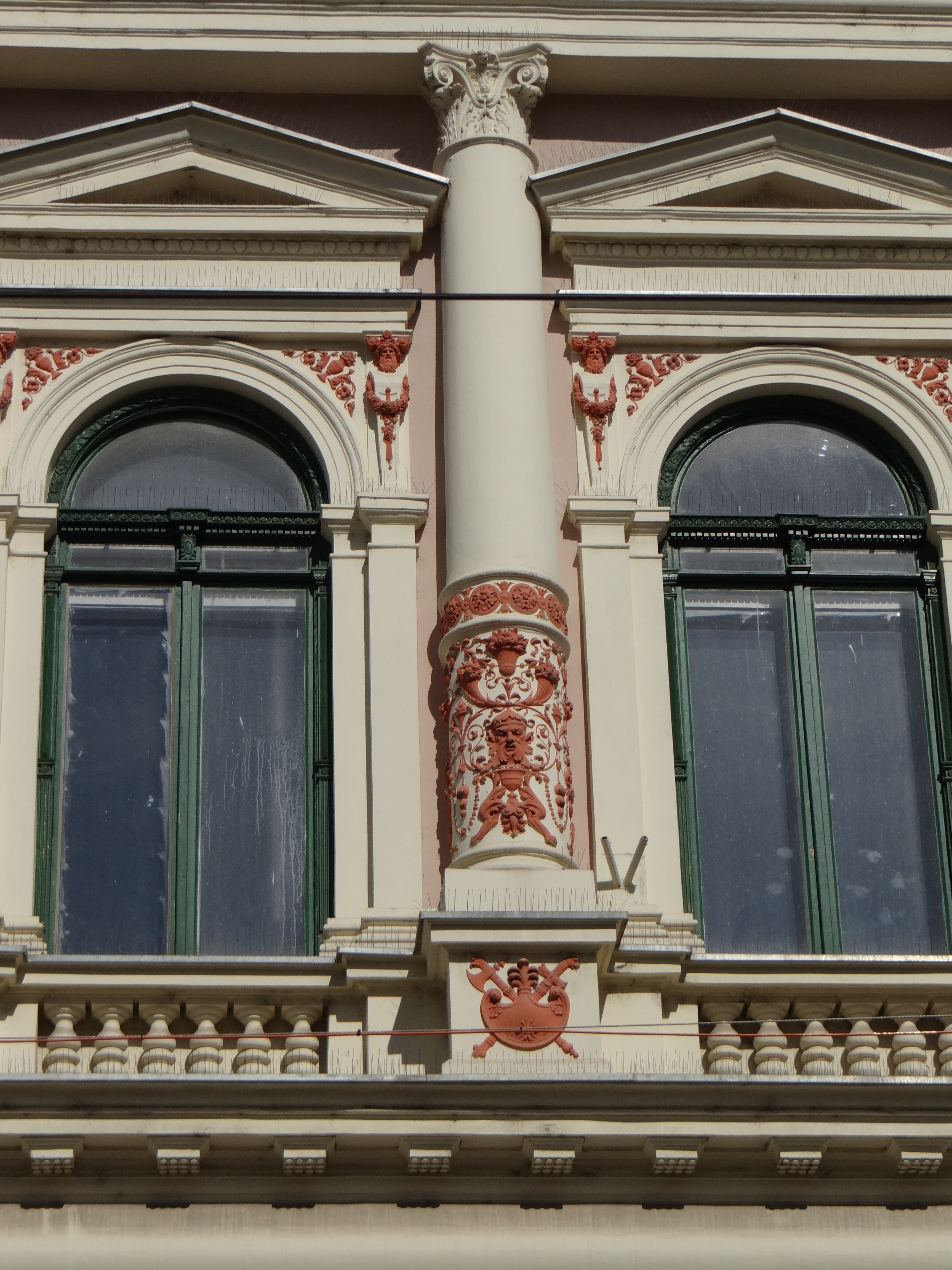
A homlokzat részlete
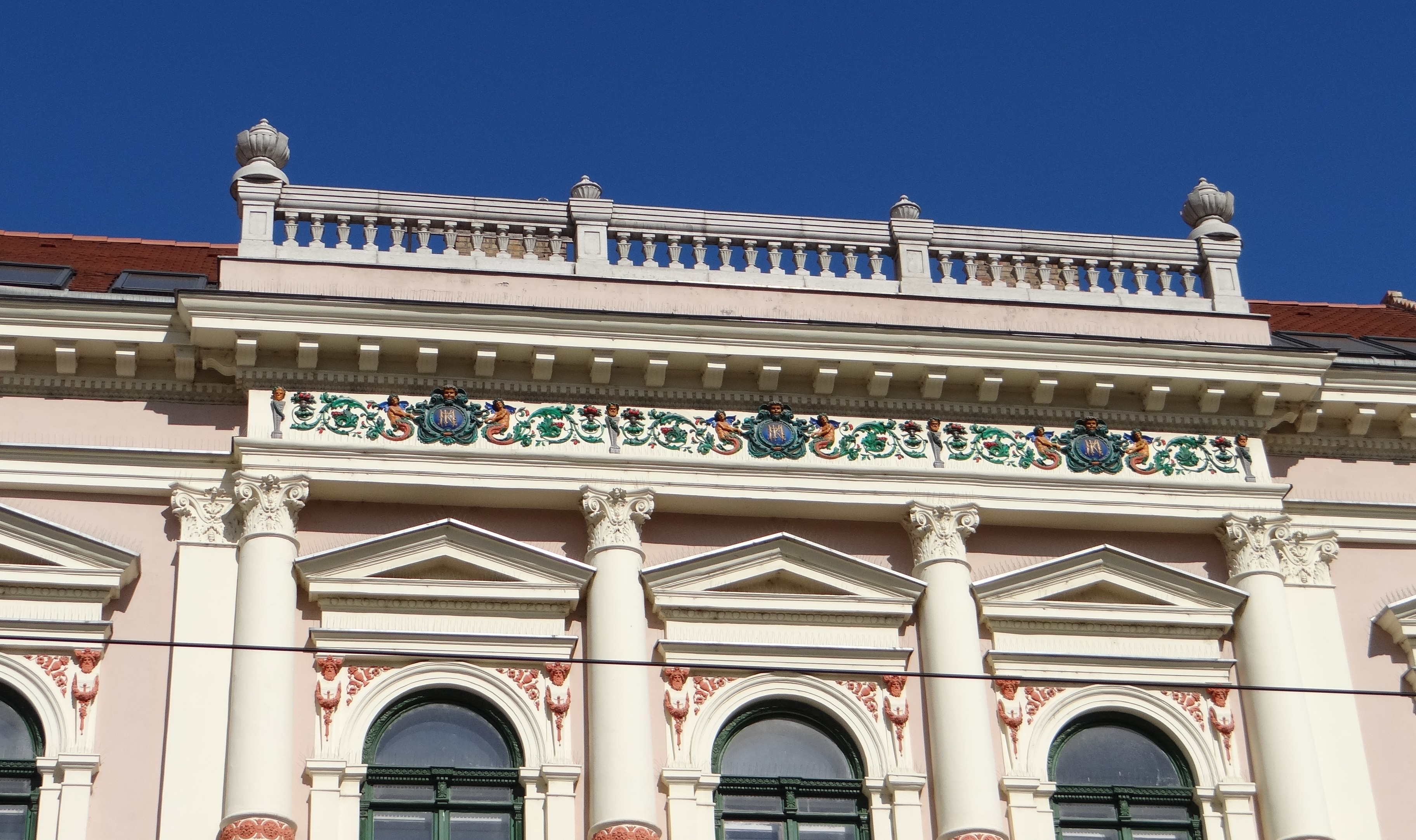
A homlokzat részlete
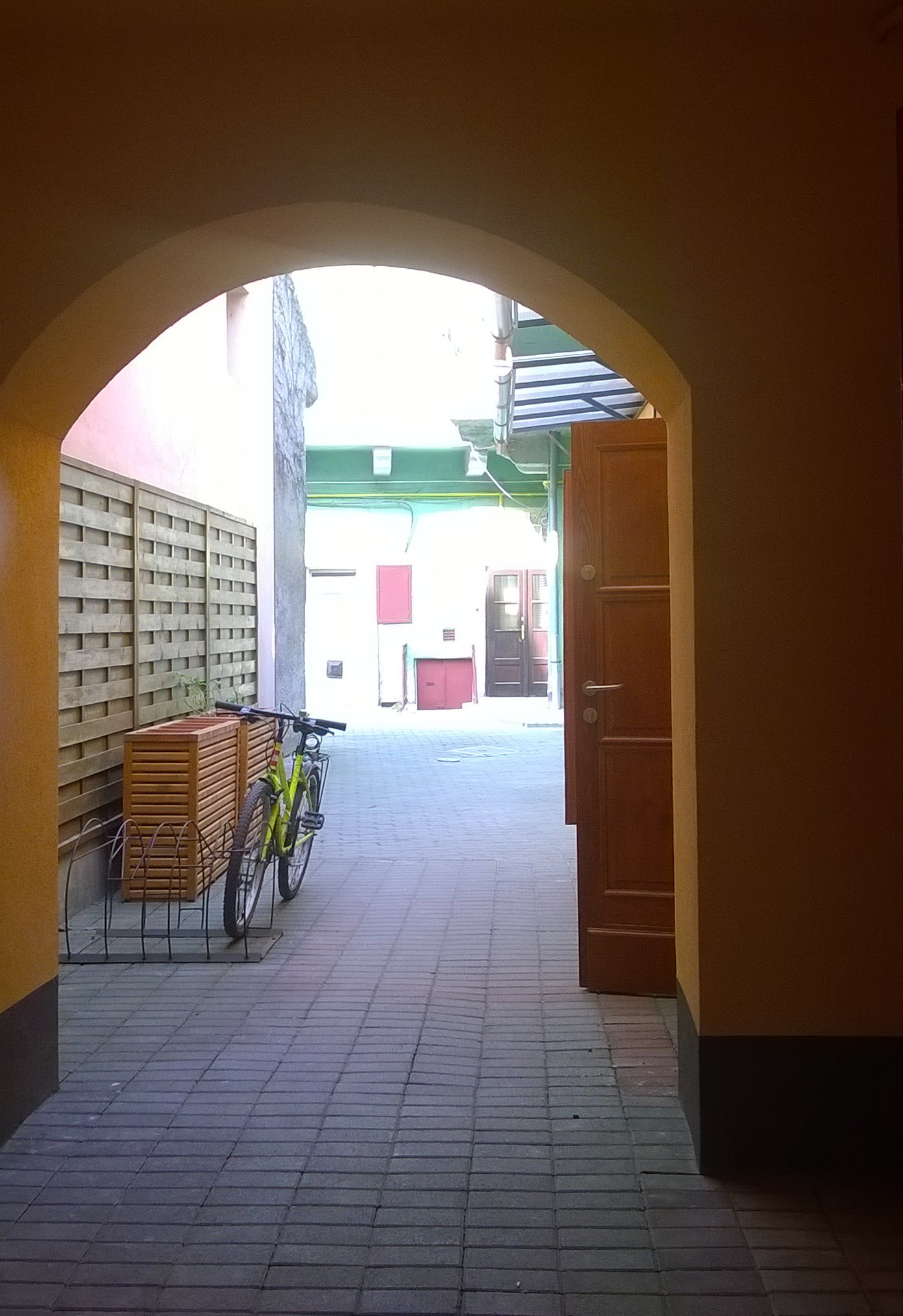
A zárt udvar részlete
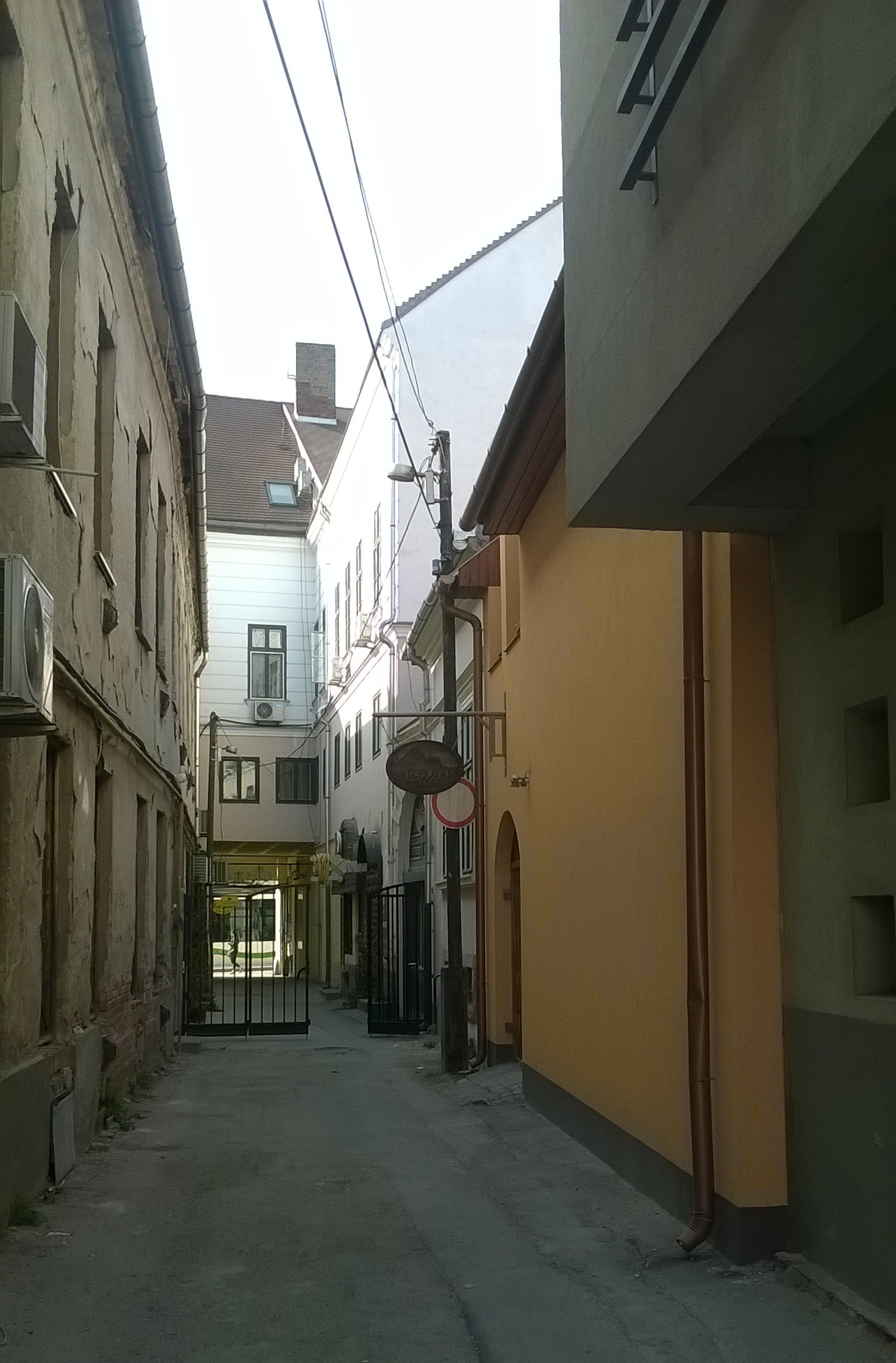
A kapualjból nyíló sikátor